# Iwan Iwanowitsch Schuwalow

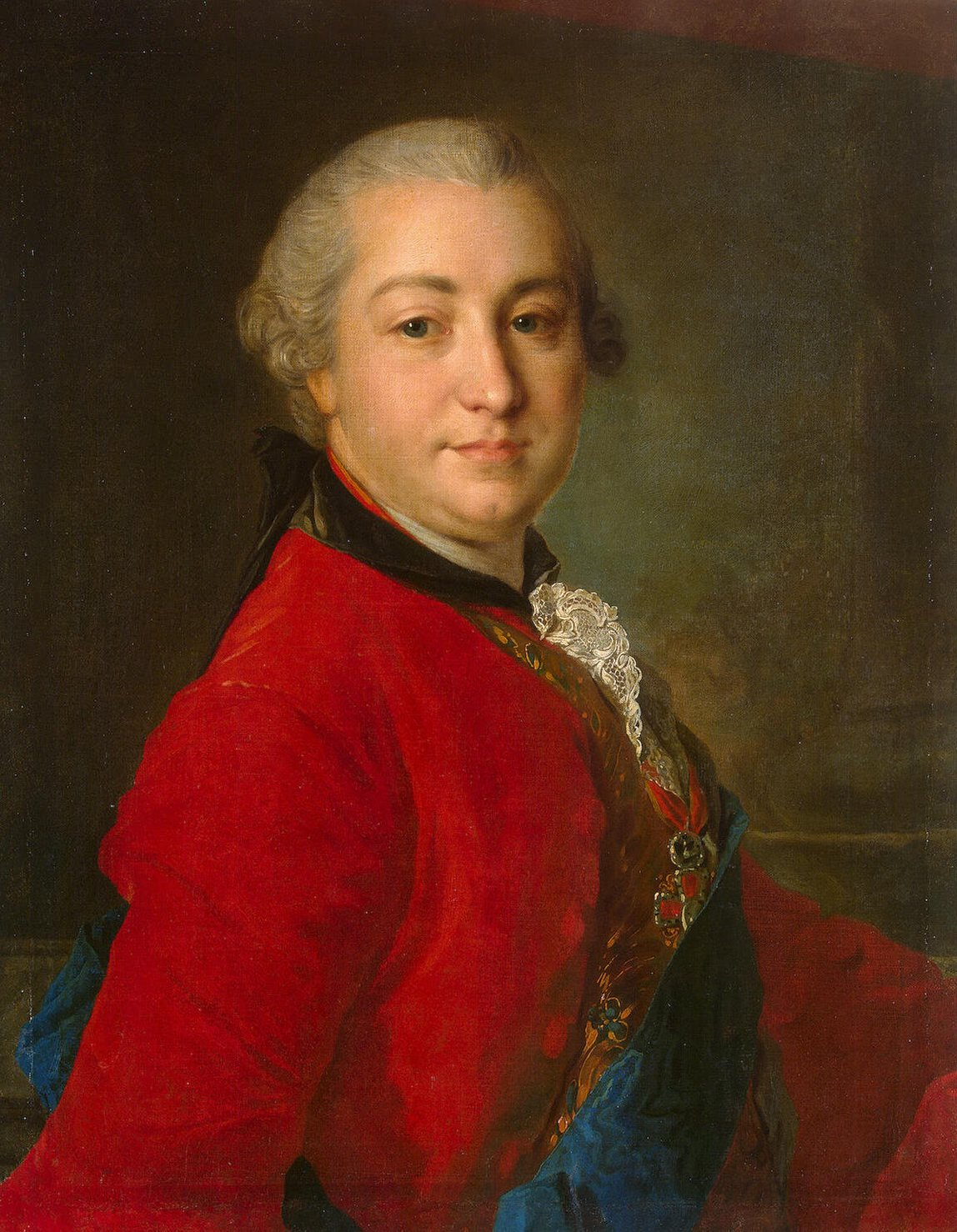
Iwan Schuwalow im Jahr 1760, Porträt von Fjodor Rokotow.

Iwan Iwanowitsch Schuwalow (russisch Иван Иванович Шувалов, wiss. Transliteration Ivan Ivanovič Šuvalov; * 1.jul. / 12. November 1727greg. in Moskau; † 15.jul. / 26. November 1797greg. in Sankt Petersburg) war ein russischer Graf, Favorit der Kaiserin Elisabeth von Russland, Förderer der Aufklärung und Begründer der Universität Moskau und der Petersburger Kunstakademie.
Die Familie Schuwalow wurde 1746 von Kaiserin Elisabeth in den Grafenstand erhoben. Kurze Zeit später, 1751, wurde Iwan Iwanowitsch Schuwalow von seinen Verwandten an den Hof geholt, wo er bald zum Liebhaber der Kaiserin avancierte – dies öffnete seiner Familie den Weg zu hohen Regierungsämtern. Iwan Schuwalows Leidenschaft galt der Kunst und der Wissenschaft. Er förderte Michail Lomonossow, korrespondierte mit Helvetius, Diderot, Voltaire und anderen Aufklärern. 1755 gründete Schuwalow auf Anregung Lomonossows in Moskau und Kasan Gymnasien sowie die erste russische Universität in Moskau. 1757 folgte die Gründung der Akademie der Künste in Sankt Petersburg, deren Präsident er bis 1763 war. Schuwalow besaß eine bedeutende Sammlung von Kunstwerken, darunter auch eine Vase des sogenannten Schuwalow-Malers, der nach ihm seinen Notnamen erhielt. Seit 1777 war er Ehrenmitglied der Petersburger Akademie der Wissenschaften.
Schuwalows Karriere endete mit dem Tod der Kaiserin Elisabeth.
Der am 22. August 1977 von N. S. Tschernych am Krim-Observatorium in Nautschnyj entdeckte Asteroid des Hauptgürtels (8609) Shuvalov wurde nach ihm benannt.